# 금록석

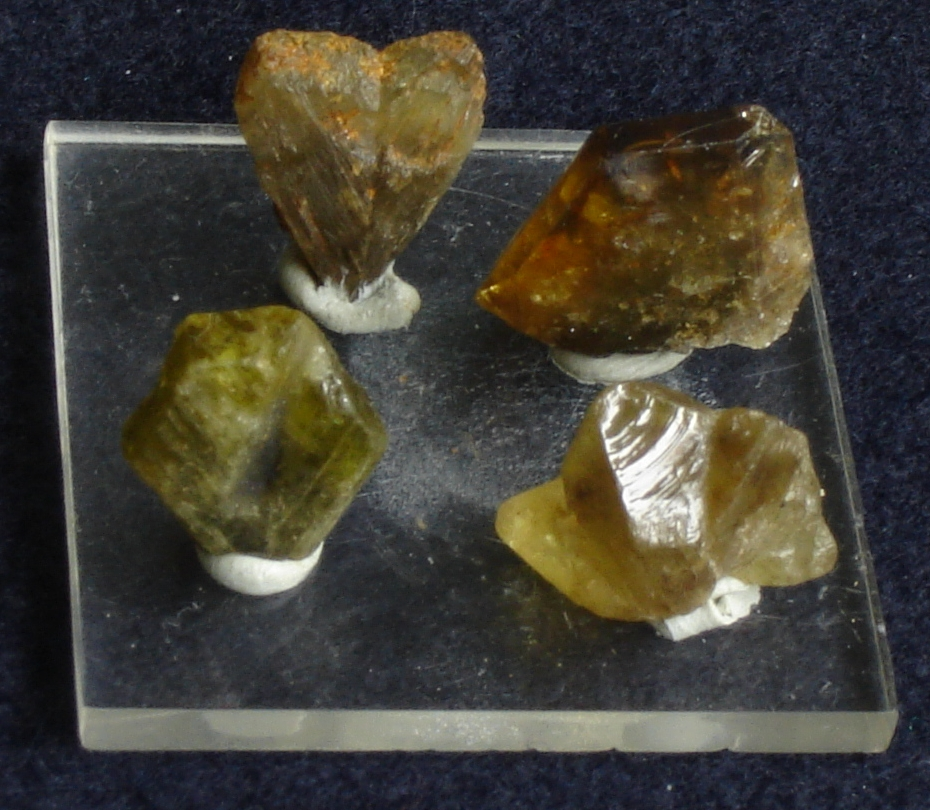

금록석(金綠石, chrysoberyl, 크리소베릴)은 사방정계 광물의 일종이다. 금록석은 색깔과 성질에 따라 묘안석(猫眼石, 캐츠아이), 알렉산드라이트, 알렉산드라이트캐츠아이(알렉산드라이트와 묘안석의 특성을 동시에 갖는 광물), 사이포메인 등으로 불린다. 경도는 8.5, 비중은 3.5~3.8이고 황록색, 비취색, 황색을 띤다. 화학식은 BeAl2O4이다.
고양이 눈처럼 보이기 때문에 묘안석(캐츠아이)으로 불리며, 이것은 매우 비싼 보석에 속한다.

## 어원
금록석, 즉 크리소베릴의 어원은 그리스어: crysos 크리소스[*](금)와 그리스어: beryllos 베릴로스[*](녹주석)의 합성어이다. 또한 베릴륨은 베릴로스에서 나온 원소 이름이다.

## 베릴륨과의 관계
크리소베릴은 이름에서도 알 수 있듯이 베릴륨을 추출해 낼 수 있는 중요한 광물이다. 이것 말고도 녹주석, 버트란다이트 등에서도 채취할 수 있다. 크리소베릴과 버트란다이트의 베릴륨 함량은 42% 정도로 높은 편이지만, 매장량은 베릴륨 함량 16%의 녹주석이 훨씬 많다. 미국은 엄청난 녹주석 광산으로 제1의 베릴륨 생산국이다.

## 같이 보기
- 광물 목록